# Cantó de Crémieu
El cantó de Crémieu era una divisió administrativa francesa del departament de la Isèra, situat al districte de La Tour-du-Pin. Comptava amb 25 municipis i el cap era Crémieu. Va desaparèixer el 2015.

## Municipis
| - Annoisin-Chatelans - La Balme-les-Grottes - Chamagnieu - Chozeau - Crémieu - Dizimieu - Frontonas - Hières-sur-Amby - Leyrieu - Moras - Optevoz - Panossas - Parmilieu | - Saint-Baudille-de-la-Tour - Saint-Hilaire-de-Brens - Saint-Romain-de-Jalionas - Siccieu-Saint-Julien-et-Carisieu - Soleymieu - Tignieu-Jameyzieu - Trept - Vénérieu - Vernas - Vertrieu - Veyssilieu - Villemoirieu |

## Història
| Data d'elecció                           | Identitat            | Partit              | Qualitat |
| ---------------------------------------- | -------------------- | ------------------- | -------- |
| 1949-1961                                | Marius Dalphinet     | radical             |          |
| 1961-1967                                | M. Curt              | Divers droite       |          |
| 1967-1973                                | M. Reynaud           | Divers droite       |          |
| 1973-1977                                | M. Berger            | UDR                 |          |
| 1977-2015                                | Alain Moyne-Bressand | UDF-PR, després UMP |          |
| les dades anteriors no són pas conegudes |                      |                     |          |
|                                          |                      |                     |          |

| 1962   | 1968   | 1975   | 1982   | 1990   | 1999   | 2007   |
| ------ | ------ | ------ | ------ | ------ | ------ | ------ |
| 11.786 | 12.716 | 14.670 | 18.574 | 22.501 | 25.932 | 29.953 |